# Tisztelet és Szabadság Párt
Tisztelet és Szabadság Párt (kurz TISZA, deutsch Respekt- und Freiheitspartei) ist eine seit April 2021 bestehende politische Partei in Ungarn.

## Geschichte
Die Partei wurde offiziell rechtlich im April 2021 von den Geschäftsleuten Attila Szabó und Deák Boldizsár, Besitzer des lokalen Radiosenders Rádió Eger, in Eger gegründet. Nach eigenen Angaben sieht sie sich als eine Mitte-Rechts-Partei. Weiterhin gab es laut offiziellen Angaben die stellvertretende Vorsitzende Erzsébet Somodi, die 2014 auf der Liste der sozialdemokratischen Partei im VI. Bezirk in Budapest kandidierte.
Die Partei plante, bei der Parlamentswahl 2022 anzutreten und wurde am 13. Februar 2022 für die Wahl registriert. Es sollten ursprünglich in allen 106 Wahlbezirken Kandidaten nominiert werden, jedoch wurde dann kein einziger aufgestellt und somit trat die Partei bei den Parlamentswahlen gar nicht an.
Im April 2024 wurde Péter Magyar stellvertretender Vorsitzender der Partei und stellte den Antrag, diese für die Europawahl 2024 und die Kommunalwahlen zu registrieren. Danach ist der ehemalige Mitbegründer der Partei Deák Boldizsár im April 2024 aus der Partei ausgetreten.
Bei der Wahl zum EU-Parlament am 9. Juni 2024 erhielt die Partei unter der Führung von Péter Magyar 29,60 Prozent der Wählerstimmen und somit 7 Sitze.
Nach der Wahl plante Péter Magyar, dass sich die Partei der Fraktion der Europäischen Volkspartei (EVP) anschließen soll und sie wurde am 18. Juni 2024 in diese Fraktion aufgenommen. Die kleinere ungarische Regierungspartei KDNP trat daraufhin aus der EVP aus.
Im Juli 2024 teilte Péter Magyar mit, dass er zum Vorsitzenden der Partei und Márk Radnai sowie Zoltán Tarr zu stellvertretenden Vorsitzenden gewählt worden seien. Der ehemalige Vorsitzende Attila Szabó wurde zum ehrenamtlichen Gründungspräsidenten ernannt.
Im Oktober 2024 überholte Tisza als erste Partei Ungarns seit 18 Jahren die Regierungspartei Fidesz von Ministerpräsident Viktor Orbán knapp in zwei Wahlumfragen. Im Januar 2025 forderte Magyar als Oppositionsführer vorgezogene Neuwahlen.

## Programm
Tisza steht in Opposition zur regierenden rechtsautoritären Regierung von Viktor Orbán und lehnt dessen Konzept der „illiberalen Demokratie“ ab. Man sieht sich vor allem als Graswurzelorganisation der politischen Mitte und war an zahlreichen Anti-Korruptions-Demonstrationen gegen die Orbán-Regierung beteiligt. Innenpolitisch soll die Kontrolle der Medien durch die Regierung aufgehoben und demokratische Defizite abgebaut werden, so soll eine Freigabe von milliardenschweren EU-Haushaltsmitteln erreicht werden, die aufgrund der Konditionalitätsverordnung bisher nicht ausgezahlt wurden.
Die restriktive Migrationspolitik der Orbán-Regierung wird von der Tisza-Partei unterstützt und soll im Fall einer Regierungsbeteiligung von Peter Magyar beibehalten werden.

## Trivia
Tisza ist nicht nur das Akronym des Parteinamens, sondern auch der ungarische Name des Flusses Theiß.